# Gian Franco Saba
Gian Franco Saba, (Olbia, 1968) és un arquebisbe italià. Va ser ordenat sacerdot el 23 d'octubre de 1993. El 27 de juny de 2017, el papa Francesc l'anomenà Arquebisbe de Sassari, succeint a Paolo Mario Virgilio Atzei, O.F.M.Conv.. Serà consagrat arquebisbe el 13 de setembre de 2017 a la Catedral de Sàsser pel bisbe Sebastiano Sanguinetti.

## Publicacions
- Il dialogo sul sacerdozio di Giovanni Crisostomo: sintesi tra paideia classica e paideia cristiana?, Bologna, Dehoniana Libri, 2012, ISBN 978-88-89386-44-6
- Scienze religiose e processo euromediterraneo, curatela, Soveria Mannelli, Rubbettino, 2009, ISBN 978-88-498-2850-4
- Albino Morera: l'uomo e il pastore nel contesto socio-religioso nella Diocesi di Tempio-Ampurias, curatela con Angelo Setzi, Soveria Mannelli, Rubbettino, 2004, ISBN 88-498-0646-9